# Argentina Classic
El Argentina Classic es un torneo de golf profesional masculino que se realiza en Argentina y forma parte del calendario del PGA Tour Latinoamérica desde 2012.

## Historia
El torneo se jugó por primera vez en el PGA Tour Latinoamérica en diciembre de 2012 como el "Olivos Golf Classic-Copa Personal" y se llevó a cabo en Olivos Golf Club. El ganador inaugural del evento fue Ariel Cañete.
En la temporada 2013 el evento se trasladó a La Reserva Cardales y tras un acuerdo de patrocinio con la empresa de telecomunicaciones BlackBerry, el torneo pasó a denominarse "Personal Classic presentado por BlackBerry".
De 2014 a 2017, el evento se jugó en el CCG Las Praderas de Lujan en Luján, Buenos Aires. El torneo se trasladó al Chapelco Golf Club en Neuquén en 2018.

## Ganadores
| Año                                        | Sede                      | Ganador                   | País                      | Puntaje                   | Margen de victoria        | Segundo(s)                      | Ref                       |
| Neuquén Argentina Clásico                  | Neuquén Argentina Clásico | Neuquén Argentina Clásico | Neuquén Argentina Clásico | Neuquén Argentina Clásico | Neuquén Argentina Clásico | Neuquén Argentina Clásico       | Neuquén Argentina Clásico |
| ------------------------------------------ | ------------------------- | ------------------------- | ------------------------- | ------------------------- | ------------------------- | ------------------------------- | ------------------------- |
| 2019                                       | Club de golf Chapelco     | Emilio Domínguez          | Argentina                 | 272 (−16)                 | Eliminatoria              | Tom Whitney                     |                           |
| 2018                                       | Club de golf Chapelco     | Clodomiro Carranza        | Argentina                 | 271 (−17)                 | 3 golpes                  | Andrés Gallegos                 |                           |
| NEC Argentina Clásico                      |                           |                           |                           |                           |                           |                                 |                           |
| 2017                                       | CCG Las Praderas de Luján | Julián Etulain            | Argentina                 | 269 (−19)                 | 1 trazo                   | Colin Featherstone Jared Wolfe  |                           |
| Argentina Classic presentado por NEC       |                           |                           |                           |                           |                           |                                 |                           |
| 2016                                       | CCG Las Praderas de Luján | Samuel del Val            | España                    | 203 (–13)                 | 1 trazo                   | Derek Gillespie Augusto Núñez   |                           |
| Personal Classic                           |                           |                           |                           |                           |                           |                                 |                           |
| 2015                                       | CCG Las Praderas de Luján | Fabián Gómez (3)          | Argentina                 | 272 (−16)                 | 3 golpes                  | Kent Bulle                      |                           |
| 2014                                       | CGG Las Praderas de Luján | Fabián Gómez (2)          | Argentina                 | 192 (−24)                 | 2 golpes                  | Gustavo Acosta                  | [ 4 ]                     |
| Personal Classic presentado por BlackBerry |                           |                           |                           |                           |                           |                                 |                           |
| 2013                                       | La Reserva Cardales       | Fabián Gómez              | Argentina                 | 269 (−19)                 | 2 golpes                  | Cristián Espinoza               | [ 5 ]                     |
| Olivos Golf Classic-Copa Personal          |                           |                           |                           |                           |                           |                                 |                           |
| 2012                                       | Club de golf Olivos       | Ariel Cañete              | Argentina                 | 275 (−9)                  | 2 golpes                  | Clodomiro Carranza José Cóceres | [ 6 ]                     |